# セリーナ・メジャース
セリーナ・メジャース（Selina Majors、女性、1967年5月24日 - ）は、アメリカ合衆国のプロレスラーで、主なリングネームはバンビ (Bambi)。

## 来歴
1986年デビュー。デビッド・マクレーンの女子団体POWWにてバンビとして活動。1987年から1988年にかけてAWA王者メデューサ・ミセリーと抗争を繰り広げる。1988年12月13日に開かれたPPVイベント「AWAスーパークラッシュIII」のランジェリーバトルロイヤルにも「出場。同年にはCWFにもトム・プリチャードのマネージャーとしても参加。
LMLWやLPWAにも参戦。PPVイベント「スーパー・レディース・ショーダウン」にてマリア・ホサカと組み、レイラニ・カイ、ジュディ・マーチンのグラマー・ガールズが持つLPWAタッグ王座に挑むが敗れる。1990年代にはWPWに参加。 
1990年、WCW「Clash of Champion XII」においてLPWA王者スーザン・セクストンに挑戦するが、王座奪取に失敗。WCWワールドワイドにてペギー・リー・レザーと長らく抗争を繰り広げる。1991年秋からはメデューサ、レイラニ・カイ、ジュディ・マーチンと抗争を展開するもすぐにWCWからフェードアウト。
1994年にはFMWにて初来日、鍋野ゆき江やクラッシャー前泊とシングルで対戦したり、同じく来日していたローラ・ゴンザレスやレイラニ・カイともタッグを組んだ。この年はSMWにてタミー・リン・フィッチと抗争。ロックンロール・エクスプレスと組んで、ブライアン・リー、クリス・キャンディード、そしてフィッチと6人タッグで対戦した。
2000年から2001年まではセリーナ・メジャースとしてデビッド・マクレーンのWOWに参加し、長らくサグと抗争を展開。PPVイベント「WOW Unleashed」でサグとの金網デスマッチに挑むが敗戦。番組外ではサグと共にトレーナーを務める。
2005年1月29日、レッスル・リユニオンにてウェンディ・リヒター、マリア・ホサカ、ジェニー・テイラーと組み、シェリー・マーテル、ペギー・リー・レザー、クリッシー・ヴァイン、アンバー・オニールと8人タッグで対戦。11月19日にスパータンバーグでの「A Tribute to Starrcadeにてリサ・モレッティと組み、チーム・ブロンデイジ（クリッシー・ヴァイン、アンバー・オニール）に勝利してCCW女子タッグを獲得。

## 得意技
- スタナー

## タイトル
- CCW女子タッグチーム王座 - w/リサ・モレッティ
- IWA女子王座（3回）[7]
- LMLW世界王座（3回）
- NWL女子王座（3回）
- NDW女子王座（3回）[7]
- PWF女子王座[7]
- RWF女子王座
- SAPW女子王座[7]
- VWA女子王座[7]
- ACW女子王座
- BTW女子王座
- NWA女子王座